# Oecophylla bartoniana
Oecophylla bartoniana é uma espécie de formiga do gênero Oecophylla, pertencente à subfamília Formicinae.